# David Michôd
David Michôd (nascut el 30 de novembre de 1972) és un director de cinema, guionista, productor i actor australià. És conegut per dirigir el drama criminal aclamat per la crítica Animal Kingdom (2010) i el drama distòpic The Rover (2014). També va coescriure Hesher (2010).

## Educació i inici de carrera
Michôd es va educar a la Sydney Grammar School abans de traslladar-se a Melbourne per estudiar arts a la Universitat de Melbourne. Després de treballar per al Departament d'Educació de Victoria, va decidir anar a l'escola de cinema quan tenia 20 anys. Va ser l'editor de la revista Inside Film del 2003 al 2006.

## Carrera

### Inicis de carrera: curtmetratges i documentals
Michôd va començar la seva carrera de director en curtmetratges, amb Ezra White, LL.B. l'any 2006 un dels primers a tenir impacte. El 2007, el curtmetratge de Michôd Crossbow, un drama per a la majoria d'edat es va estrenar al Festival de Cinema de Venècia i va rebre una resposta positiva de la crítica. Després, la pel·lícula va competir al número de festivals de cinema i va obtenir bones crítiques. La pel·lícula també es va projectar al Festival de Cinema de Sundance i va guanyar el premi de l'Australian Film Institute al millor guió en un curtmetratge.
El 2008, Michôd va escriure i dirigir un altre curtmetratge, Netherland Dwarf, que va participar al Festival de Cinema de Sundance i al Festival Internacional de Cinema de Berlín i va obtenir ressenyes positives de la crítica. el mateix any, Michôd va codirigir Solo, una pel·lícula documental amb Jennifer Peedom. Representa el viatge fatal de l'aventurer australià Andrew McAuley que va fer una travessia en caiac en solitari des de Tasmània fins a Nova Zelanda. El documental va rebre una resposta positiva quan es va estrenar, amb Empire qualificant la pel·lícula de cinc estrelles: " Com a homenatge a la recerca insaciable d'aventura d'un home, i de l'home, és inoblidable." El 2009, Michôd va dirigir Inside the Square, un documental de 30 minuts entre bastidors sobre la realització de la pel·lícula de 2008 The Square dirigida per Nash Edgerton.

### Llargmetratges

#### Animal Kingdom
El 2010, va estrenar el seu primer llargmetratge, Animal Kingdom. La pel·lícula va ser àmpliament aclamada per la crítica i va rebre diversos premis i nominacions. Dave Calhoun de Time Out el va comparar amb Martin Scorsese dient que "Porta una gran dosi de Scorsese a Melbourne per parlar d'una família criminal de ficció." J.R. Jones de Chicago Reader va elogiar Michôd, i en va dir "L'escriptor i director David Michôd crea un univers moral densament texturat que fa bé el seu títol metafòric." Bill Goodykoontz de The Arizona Republic va dir que "L'estil naturalista que utilitza Michôd augmenta la sensació de por. No hi ha manera de sortir d'aquesta existència?" a pel·lícula es va convertir en la tercera pel·lícula australiana més taquillera a la taquilla australiana el 2010, amb una recaptació de taquilla mundial de 5.775.563 dòlars EUA.

#### The Rover
La següent pel·lícula de Michôd, The Rover, va ser una western protagonitzat per Guy Pearce i Robert Pattinson. El rodatge va començar el 29 de gener de 2013 a Southern Flinders Ranges a Austràlia i va acabar el 16 de març de 2013 a Marree, al nord d'Adelaida. La pel·lícula es va estrenar fora de competició a la secció Midnight Screenings al 67è Festival Internacional de Cinema de Canes el 18 de maig de 2014. Todd McCarthy de The Hollywood Reporter va dir "El seguiment de David Michod del seu debut internacional amb èxit amb la saga de gàngsters de Melbourne Animal Kingdom és igualment assassí, però més reduït a l'essència bàsica, ja que els homes desesperats actuen escenari de supervivència del més dolent en un món econòmicament destrossat reduït a un comportament del Vell Oest fora de la llei." La pel·lícula va tenir una estrena limitada el 13 de juny de 2014 a Nova York i Los Angeles abans d'expandir-se a tot el país el 20 de juny de 2014 als Estats Units.

#### War Machine
El 14 d'abril de 2014 es va anunciar que Michôd escriuria i dirigiria The Operators, basat en el best-seller del 2011 del mateix nom de Michael Hastings. La pel·lícula serà produïda conjuntament per Plan B Entertainment, New Regency i RatPac Entertainment, amb Brad Pitt com a protagonista. Més tard es va retitular War Machine. El març de 2017, Netflix va llançar un tràiler teaser de la pel·lícula en què Brad Pitt interpreta una versió poc velada de Stanley A. McChrystal. Hastings també va escriure l'article Rolling Stone que va revelar la fricció entre el personal de McChrystal i després el del president Barack Obama i que finalment va fer que McChrystal perdés la seva feina. La pel·lícula es va estrenar a Netflix el 26 de maig de 2017 i va rebre crítiques diverses.

#### The King
En una entrevista el 2013, es va revelar que Joel Edgerton i Michôd havien coescrit The King, una adaptació de [[Warner Bros. Pictures] ] de tres obres de teatre de Shakespeare: Henry IV, Part 1, Henry IV, Part 2, i Henry V.El febrer de 2018, es va anunciar que Timothée Chalamet havia estat elegida per al paper titular, amb Plan B Entertainment i Blue-Tongue Films, a punt de produir. La fotografia principal va començar l'1 de juny de 2018 a Londres. La pel·lícula es va estrenar a Netflix l'1 de novembre de 2019.

## Influències
A l'enquesta de 2012 Sight & Sound de les millors pel·lícules de tots els temps, Michôd va triar Apocalypse Now, Alien, L'assassinat de Jesse James comès pel covard Robert Ford, Funny Games, Magnolia, Network, Sunset Blvd., The Thin Red Line, Taxi Driver i Werckmeister harmóniák com les deu millors eleccions.

## Filmografia

### Curtmetratges
| Any  | Títol             | Director | Guionista |
| ---- | ----------------- | -------- | --------- |
| 2000 | Noise             | No       | Sí        |
| 2005 | The IF Thing      | No       | Sí        |
| 2006 | Ezra White, LL.B. | Sí       | Sí        |
| 2007 | Crossbow          | Sí       | Sí        |
| 2007 | Spider            | No       | Sí        |
| 2008 | I Love Sarah Jane | No       | Sí        |
| 2008 | Netherland Dwarf  | Sí       | Sí        |
| 2011 | Bear              | No       | Sí        |

Productor
- Dumpy Goes to the Big Smoke (2012)

Curts documentals
- Solo (2008)
- Inside the Square (2009)

### Llargmetratges
| Any  | Títol                        | Director | Guionista | Productor |
| ---- | ---------------------------- | -------- | --------- | --------- |
| 2010 | Animal Kingdom               | Sí       | Sí        | No        |
| 2010 | Hesher                       | No       | Sí        | No        |
| 2014 | The Rover                    | Sí       | Sí        | Sí        |
| 2017 | War Machine                  | Sí       | Sí        | No        |
| 2019 | The King                     | Sí       | Sí        | Sí        |
| TBA  | Wizards!                     | Sí       | Sí        | No        |
| TBA  | Untitled Christy Martin film | Sí       | Sí        | Sí        |

Papers d’actor
| Any  | Títol          | Paper                |
| ---- | -------------- | -------------------- |
| 2000 | Noise          | Dave                 |
| 2005 | The IF Thing   | Editor – IF Magazine |
| 2006 | Kenny          | Nurse 2              |
| 2007 | Crossbow       | Narrator / lounge    |
| 2007 | Spider         | Hit Driver           |
| 2007 | Little Deaths  | Nathan               |
| 2008 | The List       | Detective            |
| 2010 | Animal Kingdom | Reporter             |
| 2013 | The Captain    | Cos mort             |

### Televisió
| Any       | Títol          | Director | Guionista | Productor executiu | Notes                     |
| --------- | -------------- | -------- | --------- | ------------------ | ------------------------- |
| 2007      | Dangerous      | No       | Sí        | No                 | Episodi 5                 |
| 2013      | Enlightened    | Sí       | No        | No                 | Episodi "No Doubt"        |
| 2015      | Flesh and Bone | Sí       | No        | No                 | Episodi "Bulling Through" |
| 2016-2022 | Animal Kingdom | No       | No        | Sí                 |                           |
| 2017      | Doc World      | Sí       | No        | No                 | Episodi "Kayak"           |
| 2019      | Catch-22       | No       | Sí        | Sí                 | minisèrie                 |

Papers d’actor
| Any  | Títol                | Paper                     | Notes      |
| ---- | -------------------- | ------------------------- | ---------- |
| 2000 | Eugénie Sandler P.I. | Trevor                    | Episodi 10 |
| 2008 | Hammer Bay           | Missing Persons Detective | Telefilm   |
| 2018 | Mr Inbetween         | Peter                     |            |

## Col·laboradors recurrents
Aquesta llista enumera tots els actors que han aparegut en més d'una pel·lícula dirigida per Michôd. Anthony Hayes, Joel Edgerton i Mirrah Foulkes són els col·laboradors més freqüents de Michôd, amb Hayes i Edgerton en quatre de les seves pel·lícules i Foulkes en cinc de les seves pel·lícules.
| Actor            | Ezra White, LL.B. | Crossbow | Netherland Dwarf | Inside the Square | Animal Kingdom | The Rover | War Machine | The King | Total |
| ---------------- | ----------------- | -------- | ---------------- | ----------------- | -------------- | --------- | ----------- | -------- | ----- |
| Sí               |                   |          |                  | Sí                |                | Sí        |             | 2        |       |
| Mirrah Foulkes   | Sí                | Sí       | Sí               |                   | Sí             |           | Sí          |          | 5     |
| Joel Edgerton    |                   | Sí       |                  | Sí                | Sí             |           |             | Sí       | 4     |
| Justin Rosniak   |                   |          | Sí               |                   | Sí             |           | Sí          |          | 3     |
| Anthony Hayes    |                   |          |                  | Sí                | Sí             | Sí        | Sí          |          | 4     |
| Nash Edgerton    |                   |          |                  | Sí                |                | Sí        |             |          | 2     |
| Guy Pearce       |                   |          |                  |                   | Sí             | Sí        |             |          | 2     |
| Susan Prior      |                   |          |                  |                   | Sí             | Sí        |             |          | 2     |
| Ben Mendelsohn   |                   |          |                  |                   | Sí             |           |             | Sí       | 2     |
| Scoot McNairy    |                   |          |                  |                   |                | Sí        | Sí          |          | 2     |
| Robert Pattinson |                   |          |                  |                   |                | Sí        |             | Sí       | 2     |

## Premis
- David Michôd va ser homenatjat juntament amb Joel Edgerton i Teresa Palmer pel seu treball en papers internacionals amb el cobejat premi Australians in Film Breakthrough Award 2011.[44]

| Any  | Premi                                                     | Categoria                                                                       | Treball nominat                                                 | Resultat  | Ref.          |
| ---- | --------------------------------------------------------- | ------------------------------------------------------------------------------- | --------------------------------------------------------------- | --------- | ------------- |
| 2000 | Tropfest                                                  | Millor guió ( amb Christopher Benz, Peter Curry, Louise Gartland i Sally Isaac) | Noise                                                           | Guanyador | [ 45 ]        |
| 2007 | Festival Internacional de Cinema de Melbourne             | Premi Film Victoria Erwin Rado Award al millor curtmetratge australià           | Crossbow                                                        | Guanyador | [ 46 ]        |
| 2007 | Australian Film Institute Awards (AFI)                    | Millor guió en un curtmetratge                                                  | Crossbow                                                        | Guanyador | [ 47 ]        |
| 2007 | Premis Fitz al millor curtmetratge                        | Millor pel·lícula ( amb Angie Fielder i Polly Staniford)                        | Crossbow                                                        | Guanyador | [ 48 ]        |
| 2008 | Flickerfest Film Festival                                 | Millor director                                                                 | Crossbow                                                        | Guanyador | [ 49 ] [ 50 ] |
| 2009 | Flickerfest Film Festival                                 | Millor curtmetratge australià (amb Angie Fielder i Polly Staniford)             | Netherland Dwarf                                                | Guanyador | [ 51 ] [ 52 ] |
| 2009 | Aspen Shortsfest                                          | Millor drama                                                                    | Netherland Dwarf                                                | Guanyador | [ 53 ] [ 54 ] |
| 2009 | Festival de Cinema de Muntanya de Banff                   | Millor pel·lícula ( amb Jennifer Peedom)                                        | Solo                                                            | Guanyador | [ 55 ]        |
| 2009 | Festival du Film Voyage & Adventure, Montreal Canada      | Grand Prix (amb Jennifer Peedom)                                                | Solo                                                            | Guanyador | [ 56 ]        |
| 2009 | Festival Internacional de Cinema de Muntanya de Vancouver | Gran Premi del Jurat (amb Jennifer Peedom)                                      | Solo                                                            | Guanyador | [ 56 ]        |
| 2009 | Hory a Mesto Festival a Eslovàquia                        | Gran Premi (amb Jennifer Peedom)                                                | Solo                                                            | Guanyador | [ 56 ]        |
| 2010 | Festival de Cinema de Muntanya d'Edimburg                 | Millor pel·lícula (amb Jennifer Peedom)                                         | Solo                                                            | Guanyador | [ 57 ]        |
| 2010 | Festival Internacional de Cinema de Praga                 | Gran Premi (amb Jennifer Peedom)                                                | Solo                                                            | Guanyador | [ 56 ]        |
| 2010 | Sindicat de Directors d'Austràlia                         | Millor direcció en un documental independent (amb Jennifer Peedom)              | Solo                                                            | Guanyador | [ 58 ] [ 59 ] |
| 2010 | Sindicat de Directors d'Austràlia                         | Millor direcció en un llargmetratge                                             | Animal Kingdom                                                  | Guanyador | [ 59 ]        |
| 2010 | Premis Satellite                                          | Millor director                                                                 | Animal Kingdom                                                  | Nominat   | [ 60 ]        |
| 2010 | Cercle de Crítics de Cinema d'Austràlia                   | Millor director                                                                 | Animal Kingdom                                                  | Guanyador | [ 61 ]        |
| 2010 | Cercle de Crítics de Cinema d'Austràlia                   | Millor guió (Original)                                                          | Animal Kingdom                                                  | Guanyador | [ 61 ]        |
| 2010 | Sindicat de Guionistes d'Austràlia                        | Premi Major                                                                     | Animal Kingdom                                                  | Guanyador | [ 62 ] [ 63 ] |
| 2010 | Sindicat de Guionistes d'Austràlia                        | Guió de llargmetratge (original)                                                | Animal Kingdom                                                  | Guanyador | [ 62 ] [ 63 ] |
| 2010 | Premis de la Societat de Crítics de Cinema de Boston      | Millor cineasta novell Subcampió                                                | Animal Kingdom                                                  | Nominat   |               |
| 2010 | Cercle de Crítics de Cinema de Nova York                  | Millor òpera prima                                                              | Animal Kingdom                                                  | Guanyador |               |
| 2010 | Festival de Cinema de Sundance                            | Premi del Jurat de Cinema Mundial: Dramàtic                                     | Animal Kingdom                                                  | Guanyador | [ 64 ]        |
| 2010 | Festival Internacional de Cinema d'Estocolm               | Millor guió                                                                     | Animal Kingdom                                                  | Guanyador | [ 65 ]        |
| 2010 | Inside Film Awards                                        | Millor director                                                                 | Animal Kingdom                                                  | Guanyador | [ 66 ]        |
| 2010 | Inside Film Awards                                        | Millor guió                                                                     | Animal Kingdom                                                  | Nominat   | [ 66 ]        |
| 2010 | Premis de l'Associació de Crítics de Cinema de Chicago    | Cineasta més prometedor                                                         | Animal Kingdom                                                  | Nominat   | [ 67 ]        |
| 2010 | Premis de l'Institut de Cinema d'Austràlia                | Millor direcció                                                                 | Animal Kingdom                                                  | Guanyador | [ 68 ]        |
| 2010 | Premis de l'Institut de Cinema d'Austràlia                | Millor guió                                                                     | Animal Kingdom                                                  | Guanyador | [ 68 ]        |
| 2011 | Premis ARIA                                               | Millo vídeo                                                                     | David Michod i Flood Projects per Children Collide - "Loveless" | Nominat   | [ 69 ]        |
| 2013 | Australian Film Institute Awards                          | Millor curtmetratge de ficció]] (amb Mirrah Foulkes i Michael Cody)             | Dumpy Goes to the Big Smoke                                     | Nominat   | [ 70 ]        |
| 2014 | Festival de Cinema de Sydney                              | Premi a la Competició Oficial: Millor Pel·lícula                                | The Rover                                                       | Nominat   | [ 71 ]        |
| 2014 | AACTA Awards                                              | Millor direcció                                                                 | The Rover                                                       | Nominat   | [ 72 ]        |
| 2014 | Associació de Crítics de Cinema d'Austràlia               | Millor director                                                                 | The Rover                                                       | Nominat   | [ 73 ]        |